# Silnice II/495
Silnice II/495 je silnice II. třídy, která vede z Moravského Písku do Brumova-Bylnice. Je dlouhá 54,9 km. Prochází dvěma kraji a třemi okresy.

## Vedení silnice

### Jihomoravský kraj, okres Hodonín
- Moravský Písek (křiž. II/427)

### Zlínský kraj, okres Uherské Hradiště
- Uherský Ostroh (křiž. I/55, peáž s I/55)
- Ostrožská Lhota (křiž. III/4991, III/4954)
- Hluk (křiž. II/498, III/4956, peáž s II/498)
- Vlčnov (křiž. III/4957)
- Uherský Brod (křiž. I/50, III/49030, peáž s I/50)
- Šumice
- Nezdenice (křiž. III/49510, III/49511)
- Záhorovice
- Bojkovice (křiž. II/496, III/49516, III/49515, peáž s II/496)
- Pitín (křiž. III/49518)

### Zlínský kraj, okres Zlín
- Hrádek na Vlárské dráze (křiž. II/493, III/49519, III/49520)
- Rokytnice (křiž. III/49518)
- Jestřabí
- Štítná nad Vláří (křiž. III/49524)
- Bylnice (křiž. I/57)